# 入禁随俗
《入禁随俗》是一部由Infocus Asia Pte Ltd（IFA Media）制作，新加坡资讯通信媒体发展局（IMDA）支持的泰国惊悚悬疑剧集。此剧是由电影《告别茉莉》的阿努查·本尼雅瓦塔纳与韩裔美国导演金俊共同执导，HBO亚洲的首部泰语原创剧集。剧集首两集已于2021年釜山国际电影节的「On Screen」单元全球首映，预计将在2022年年初通过HBO及HBO GO正式上线。

## 演员阵容
- 可林桑拉铺·皮木颂克朗[1]
- 查雅妮·臣姗卡维[1]
- 琳拉达芃·诵帕莎缇恩[1]
- 塔内·瓦拉库努娄（英语：Thaneth Warakulnukroh）[1]
- 纳特·奇查理[1]
- 抔米提·米弯投瓦兰[1]
- 卜密巴特·塔沃斯理[1]
- 茵地拉·泽伦布拉（英语：Intira Charoenpura）[1]
- 柏华力·莫高彼斯彻[1]